# Robert Burnier
Pour les articles homonymes, voir Burnier.
Robert Burnier est un acteur et chanteur français, né Léon Jules Burnier le 19 mai 1897 à Paris 6e et mort le 24 avril 1974 à Paris 16e.

## Biographie

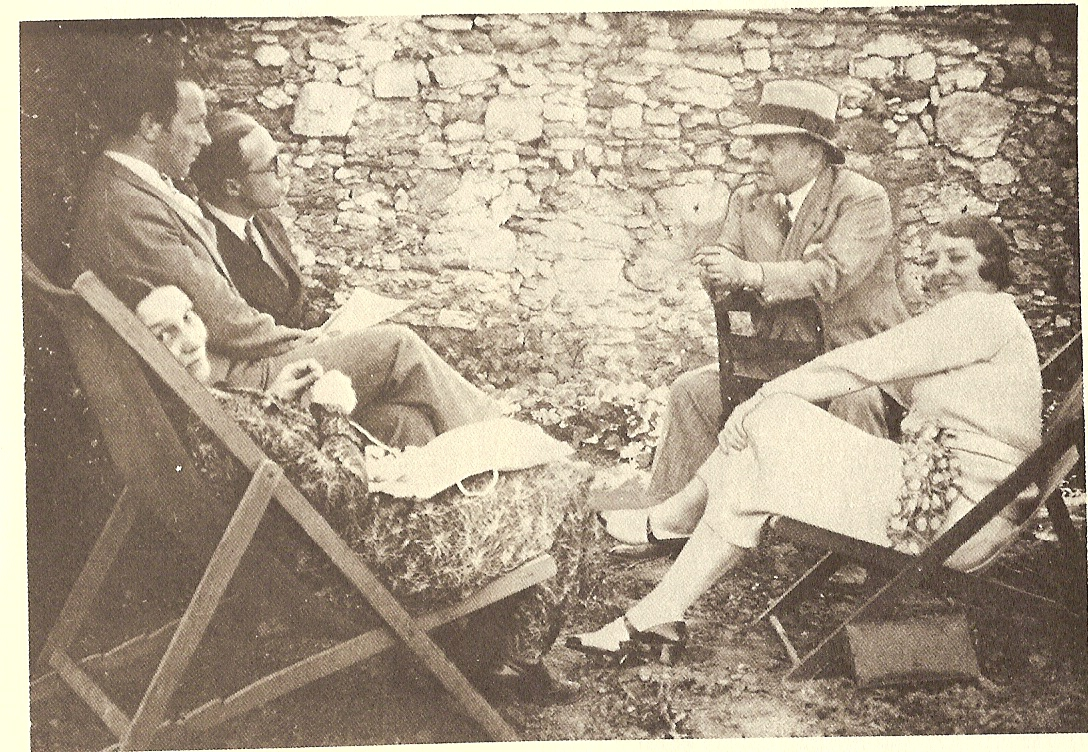
De g. à d. : Marie-Louise Casadesus, Robert Burnier,
Pierre Vellones, René Milan et Nina Myral, en 1931

Au théâtre, où il est très actif durant sa carrière, Robert Burnier s'illustre en particulier (outre des pièces) dans le domaine de l'opérette et collabore, comme acteur et chanteur — dans la tessiture de baryton —, à de nombreuses créations parisiennes, au cours des années 1920 et 1930 (ex. : Coups de roulis, sur une musique d'André Messager, créée en 1928, aux côtés de Raimu). De plus, pour le disque 78 tours, il grave un grand nombre d'enregistrements de chansons, extraites d'opérettes auxquelles il a contribué (voir le lien externe ECMF ci-dessous).
Au cinéma, il participe à une cinquantaine de films (français majoritairement, plus quelques coproductions), de 1930 à 1970, réalisés notamment par Robert Dhéry (ex. : La Belle Américaine en 1961), qu'il retrouve également au théâtre, ou encore Claude Chabrol (ex. : Landru en 1963, avec Charles Denner dans le rôle-titre).
À la télévision, entre 1956 et 1972, il contribue au feuilleton Belphégor ou le Fantôme du Louvre (1965), à trois séries (dont Les Cinq Dernières Minutes, en 1961 et 1965), à deux émissions (dont Au théâtre ce soir, en 1970 et 1972), ainsi qu'à deux téléfilms réalisés par Claude Barma (croisé lui aussi au théâtre).

## Théâtre (sélection)
Créations à Paris

### Opérettes
- 1921 : Princesse Lily, musique de Victor Alix, livret de Jean-Charles Vaumasse, avec André Alerme, Félix Oudart, Marcel Vallée (Théâtre des Variétés)
- 1922 : You-You, musique de Victor Alix, livret de Jacques Ardot et Jacques Sirrah, avec Paul Faivre (Apollo)
- 1922 : Monsieur Dumollet, musique de Louis Urgel, livret de Victor Jannet, lyrics d'Hugues Delorme, avec Henri Vilbert (Théâtre du Vaudeville)
- 1923 : Benjamin, musique de René Mercier, livret de Paul Murio, André Barde et Benjamin Rabier, avec André Alerme (Bataclan)
- 1925 : Pépète, musique de José Padilla Sánchez, livret de Didier Gold, Robert Dieudonné et C.A. Charpentier, avec Félix Oudart, Pierre Piérade (Théâtre de l'Avenue)
- 1925 : Qu'en dit l'abbé ?, musique de Louis Urgel, livret de Jacques Battaille-Henri, avec Harry Baur, Henry Houry, Gaston Gabaroche, Jean Brochard, Nina Myral (Théâtre de l'Avenue)
- 1927 : Rose-Marie, musique de Rudolf Friml et Herbert Stothart, livret et lyrics d'Otto Harbach et Oscar Hammerstein II, adaptation de Roger Ferreol et Saint-Granier, avec Félix Oudart (création française, Théâtre Mogador)
- 1928 : Coups de roulis, musique d'André Messager, livret d'Albert Willemetz, avec Raimu, Pierre Magnier, Marcel Carpentier (Théâtre Marigny)
- 1929 : Boulard et ses filles, musique de Charles Cuvillier, livret de Louis Verneuil et Saint-Granier, lyrics de Jean Le Seyeux, avec Max Dearly, Marcel Carpentier (Théâtre Marigny)
- 1930 : Madame de Pompadour (Madame Pompadour), musique de Leo Fall, livret de Rudolf Schanzer et Ernst Welisch, adaptation d'Albert Willemetz, Max Eddy et Jean Marietti, avec Janie Marèse, Marcel Carpentier, Fernand Rauzena (création française, Théâtre Marigny)
- 1931 : Moineau, musique de Louis Beydts, livret d'Henri Duvernois et Pierre Wolff, lyrics de Guillot De Saix, avec Marcel Carpentier, Fernand Rauzena, Yvonne Yma, Alida Rouffe (Théâtre Marigny)
- 1931 : Le Scarabée bleu, musique de Jean Nouguès, livret d'André Barde, avec Aimée Mortimer, Nina Myral (Théâtre de la Gaîté)
- 1932 : Boby chéri, musique de Victor Alix, livret de Romain Coolus, lyrics de Jacques Ardot, avec Nina Myral, Max Révol (Scala)
- 1933 : La Madone du promenoir, musique d'Henri Christiné, livret d'André Barde, avec Saint-Granier, Georges Cahuzac, Nina Myral (Concert Mayol)
- 1936 : La Poule, musique d'Henri Christiné, livret d'Henri Duvernois et André Barde, adaptation du film La Poule (1932) de René Guissart, avec Michel Simon, Blanche Montel, Jeanne Véniat (Théâtre des Nouveautés)

### Pièces de théâtre
- 1959 : Les Écrivains de Michel de Saint Pierre et Pierre de Calan, mise en scène de Raymond Gérôme, avec Jean-Jacques Steen, Louis Ducreux, Pierre Michael, Nadine Alari, Théâtre des Mathurins
- 1960 : Un garçon d'honneur d'Antoine Blondin et Paul Guimard, d'après Le Crime de Lord Arthur Savile (Lord Arthur Savile's Crime) d'Oscar Wilde, mise en scène Claude Barma, avec Jacques Duby, Anne Doat, Pierre Asso, Armand Bernard, Théâtre Marigny
- 1961 : Alcool de Jacques Robert, mise en scène Christian-Gérard, avec Michel Simon, Raymond Souplex, Roger Dumas, Ginette Leclerc, A.B.C.
- 1961 : William Conrad de Pierre Boulle, mise en scène André Charpak, Théâtre Récamier
- 1962 : La Grosse Valse de et mise en scène Robert Dhéry, avec Colette Brosset, Louis de Funès, Robert Dhéry, Théâtre des Variétés
- 1967 : Black Comedy de Peter Shaffer, adaptation Pierre Barillet et Jean-Pierre Gredy, mise en scène Raymond Gérôme, avec Jean-Pierre Cassel, Marlène Jobert, Agnès Capri, Raymond Gérôme, Théâtre Montparnasse
- 1968 : Black Comedy de Peter Shaffer, mise en scène Raymond Gérôme, Théâtre des Célestins
- 1971 : La Souricière (The Mousetrap) d'Agatha Christie, adaptation Philippe Derrez et Nicole Strauss, mise en scène Jean-Paul Cisife, avec Christine Delaroche, François Nocher, Madeleine Clervanne, Jean-Paul Cisife (création parisienne[2], Théâtre Hébertot)

## Filmographie complète

### Cinéma
Films français, sauf mention complémentaire
- 1930 : Quelques chansons de Louis Mercanton (court métrage)
- 1931 : Quand te tues-tu ? de Roger Capellani
- 1931 : Marions-nous de Louis Mercanton : Claude Mallet
- 1932 : Bariole de Benno Vigny
- 1932 : Criez-le sur les toits de Karl Anton
- 1932 : Côte d'Azur de Roger Capellani
- 1932 : Maquillage de Karl Anton
- 1932 : Miche de Jean de Marguenat
- 1933 : Rien que des mensonges de Karl Anton
- 1933 : Ciboulette de Claude Autant-Lara
- 1933 : Le Chasseur de chez Maxim's de Karl Anton
- 1933 : Coralie et Compagnie d'Alberto Cavalcanti
- 1933 : Un fil à la patte de Karl Anton
- 1940 : Les Surprises de la radio de Marcel Aboulker (lui-même)
- 1949 : Une femme par jour de Jean Boyer
- 1951 : Dakota 308 ou L'Étrange Aventure du Dakota 308 de Jacques Daniel-Norman
- 1952 : L'Amour, Madame de Gilles Grangier
- 1954 : Les femmes s'en balancent de Bernard Borderie
- 1954 : La rafle est pour ce soir de Maurice Dekobra
- 1954 : Raspoutine de Georges Combret (film franco-italien)
- 1954 : Le Vicomte de Bragelone (Il Visconte di Bragelonne) de Fernando Cerchio (film franco-italien)
- 1954 : Leguignon guérisseur de Maurice Labro
- 1955 : À toi de jouer Callaghan de Willy Rozier
- 1955 : La Madone des sleepings d'Henri Diamant-Berger
- 1955 : Plus de whisky pour Callaghan de Willy Rozier
- 1956 : Toute la ville accuse de Claude Boissol
- 1957 : Paris Music Hall de Stany Cordier
- 1959 : Messieurs les ronds-de-cuir d'Henri Diamant-Berger
- 1959 : Les Affreux de Marc Allégret
- 1960 : Détournement de mineures de Walter Kapps
- 1960 : Fugue de Philippe Condroyer (court métrage)
- 1961 : La Belle Américaine de Robert Dhéry
- 1961 : Les Moutons de Panurge de Jean Girault
- 1961 : Tout l'or du monde de René Clair
- 1961 : Samedi soir de Yannick Andréi
- 1962 : Arsène Lupin contre Arsène Lupin d'Édouard Molinaro (film franco-italien)
- 1963 : Ophélia de Claude Chabrol
- 1963 : Landru de Claude Chabrol
- 1964 : Allez France ! de Robert Dhéry
- 1965 : Marie-Chantal contre docteur Kha de Claude Chabrol
- 1965 : Thomas l'imposteur de Georges Franju
- 1967 : Le Scandale de Claude Chabrol
- 1970 : Rêves érotiques (Amour) de Gabriel Axel (film franco-danois)

### Télévision
- 1956 : Série Énigmes de l'histoire, Saison unique, épisode 3 Le Mystère de la Mary Céleste de Stellio Lorenzi
- 1957-1966 : Émission En votre âme et conscience,  L'affaire Gouffé de Claude Barma, L'Affaire Pranzini (1957) de Bernard Hecht, Le Crime de madame Hachet (1960) de Michel Mitrani, La Mystérieuse Affaire de l'horloger Pel (1961) et L'Affaire Wladimiroff ou la Carte de visite (1966)
- 1959 : La Marquise d'O, téléfilm de Claude Barma
- 1961 : Les Cinq Dernières Minutes, épisode Cherchez la femme de Claude Loursais
- 1965 : Des fleurs pour l'inspecteur (Les Cinq Dernières Minutes, épisode no 36, TV) de Claude Loursais
- 1965 : Belphégor ou le Fantôme du Louvre, feuilleton de Claude Barma, épisode 2 Le Secret du Louvre
- 1967 : Les Enquêtes du commissaire Maigret de Claude Barma, épisode 1 : Cécile est morte
- 1967 : Allô police, épisode 10 : La Voyante (rôle : M. Kernevel)
- 1970 : Au théâtre ce soir : Je l'aimais trop de Jean Guitton, mise en scène Christian-Gérard, réalisation Pierre Sabbagh, Théâtre Marigny
- 1970 : Au théâtre ce soir : L'amour vient en jouant de Jean Bernard-Luc, mise en scène Michel Roux, réalisation Pierre Sabbagh, Théâtre Marigny
- 1972 : Au théâtre ce soir : Un mari idéal d'Oscar Wilde, mise en scène Raymond Rouleau, réalisation Pierre Sabbagh, Théâtre Marigny
- 1972 : La Tragédie de Vérone, téléfilm de Claude Barma